# Edith Lagos Sáez
Edith Lagos Sáez (Ayacucho, regió d'Ayacucho, 27 de novembre de 1962 - Umaca, Apurímac, 3 de setembre de 1982) va ser una guerrillera peruana, que va formar part dels inicis de l'organització maoista Sender Lluminós.

## Orígens
Filla d'un comerciant d'Ayacucho, va néixer el 27 de novembre de 1962 en aquesta mateixa ciutat peruana de la serralada andina sent la sisena de set germans. Va rebre una educació tradicional en un col·legi de monges de la seva ciutat natal. Va formar part de les lluites dels escolars contra les reformes en l'escala de qualificació escolar. En aquest sentit, en el seu darrer curs de secundària, es va integrar al Comitè Coordinador i Unificador del Moviment Estudiantil Secundari (CCUMES), creat pels escolars de la zona. Aquests enfrontaments van tenir un fort impacte en la regió a finals de la dècada de 1970, ja que van costar la mort d'alguns escolars, així com la repressió de la zona.

## Participació a Sender Lluminós
El 1979 es va mudar a Lima per estudiar Dret a la Universitat de San Martín de Porres, estudis que va abandonar. A l'any següent va tornar a Ayacucho i es va integrar als destacaments urbans de Sender Lluminós (SL), de manera que va participar en les accions inicials d'aquesta organització armada. El 24 de desembre de 1980, set mesos després d'iniciar la lluita senderista, va ser capturada i acusada de participar en diferents atemptats dinamiters a Ayacucho. Un dia després de la seva detenció, va ser presentada públicament. Una foto d'aquell moment formaria part posteriorment de Yuyanapaq, l'exposició fotogràfica de la Comissió de la Veritat i Reconciliació del Perú. Després d'un breu trasllat a Lima, va ser empresonada al Centre de Reclusió i Adaptació Social (CRAS) d'Ayacucho. A la presó, juntament amb la també senderista Carlota Tello Cutti (nascuda l'any 1960), es va dedicar a realitzar activitats de difusió i propaganda de la lluita comunista. El 25 de juliol de 1981, un poema seu, presentat sota pseudònim, va obtenir el primer lloc en un concurs de composició i poesia de l'Institut Nacional de Cultura d'Ayacucho. A l'assalt del 3 de març de 1982 que la guerrilla va dirigir contra aquest centre penitenciari, va ser un dels 304 presos que van aconseguir escapolir-se, dels quals aproximadament 70 eren senderistes.
Al poc temps, juntament amb Tello, es va traslladar a Andahuaylas, per reforçar el treball de l'organització en aquella zona. Entre altres accions, el 18 de juliol de 1982, va participar en la presa d'Ocobamba, en què va morir un guàrdia civil. El 3 de setembre va morir en un confús tiroteig amb la Guàrdia Republicana del Perú a Umaca, quan es disposava a emprendre una emboscada a una patrulla. Segons una versió, es trobava amb el seu xicot, qui li donava classes de conduir. Com a part de la lliçó, tots dos van voler robar una camioneta. En el moment d'intentar-ho, la policia va intervenir-hi i la va abatre, mentre que la seva parella va aconseguir fugir. Una altra versió indica que va ser assassinada després de ser detinguda. Les seves restes van ser traslladades a Ayacucho, on van ser enterrada amb una gran assistència de públic. Més tard, l'Escamot Rodrigo Franco va dinamitar la seva tomba, acte que s'ha produït fins a tres vegades.